# 高樹忠勇公墓
22°49′30″N 120°35′26″E / 22.825114°N 120.590646°E
高樹忠勇公墓，是位於臺灣屏東縣高樹鄉東興村文昌路水圳旁的義民塚。

## 歷史
臺灣清治時期發生多次械鬥的東振新庄（今東興村）內的文昌路水圳旁，有一座墓碑文刻「追封褒忠東振新庄忠勇義士列公塚」以及「道光二年重修」的義民塚。

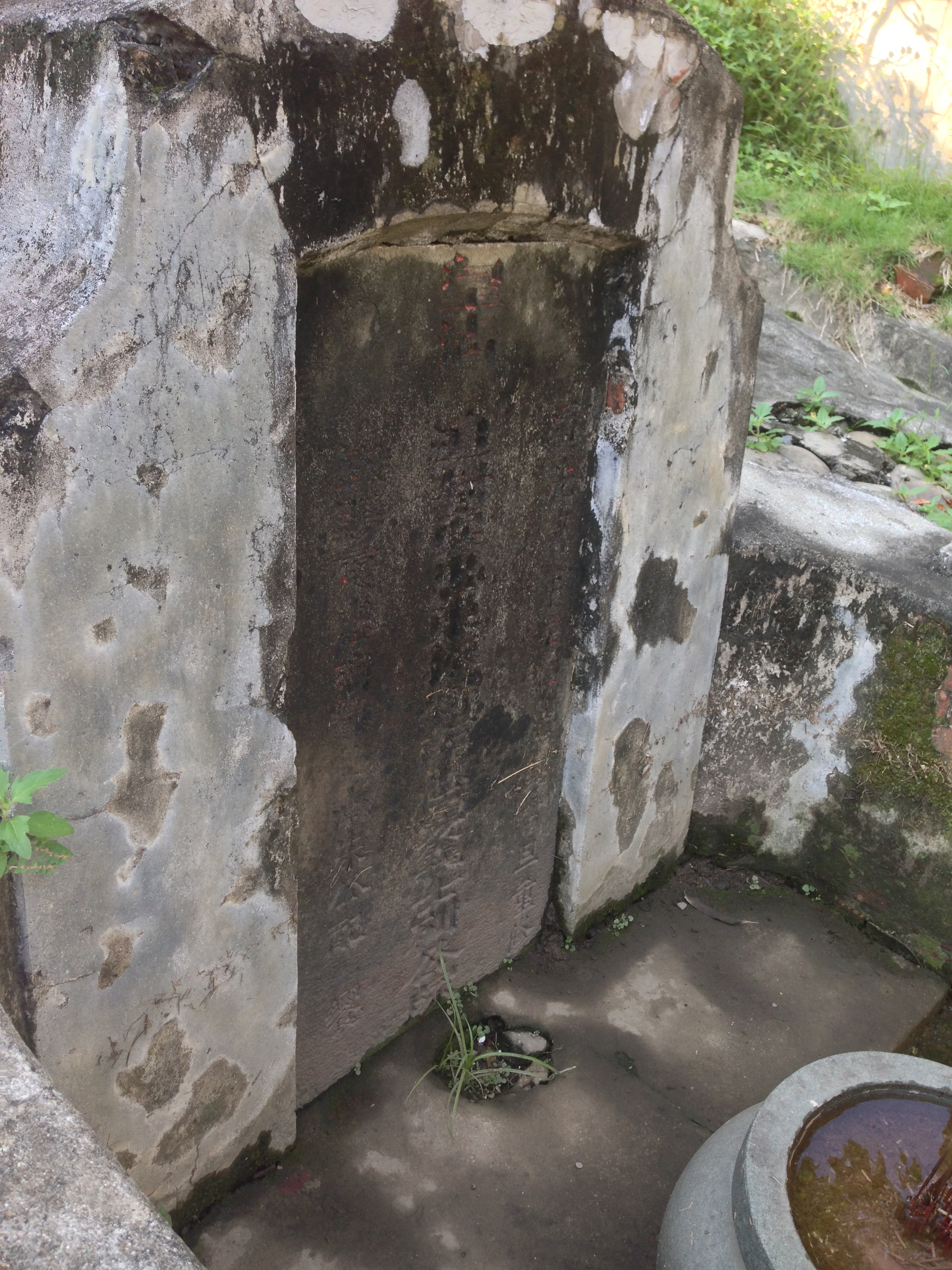
墓碑久經風化，字跡漫滅模糊。

1956年左右，曾第三次修建遷此墓。該地原本是公墓區，後來住家後來建在附近。民間傳說此墓是埋葬張丙事件、道光十二年（1832年）莊馬力襲擊新庄仔時陣亡的三十餘人，2002年11月計劃遷建時，地方鄉土文化人士為了解事實真象便予以開挖，只發現三顆頭顱，與傳說似有差異。
墓碑上重修年份也比莊馬力攻打的時間還要早。六堆文化研究學會挖掘此墓後，發現有兩塊義塚名碑刻寫立碑時間是乾隆乙未年，也就是乾隆四十年（1775年），因而推斷忠勇公的起源應該是乾隆三十三年（1768年）發生的黃教事件。可是，墓碑又有乾隆皇帝親封名號「褒忠」二字，也可能是乾隆五十四年（1789年）的林爽文事件。因此也有人推測，此墓所安葬的應該是黃教與林爽文事件合葬的六堆義勇。 

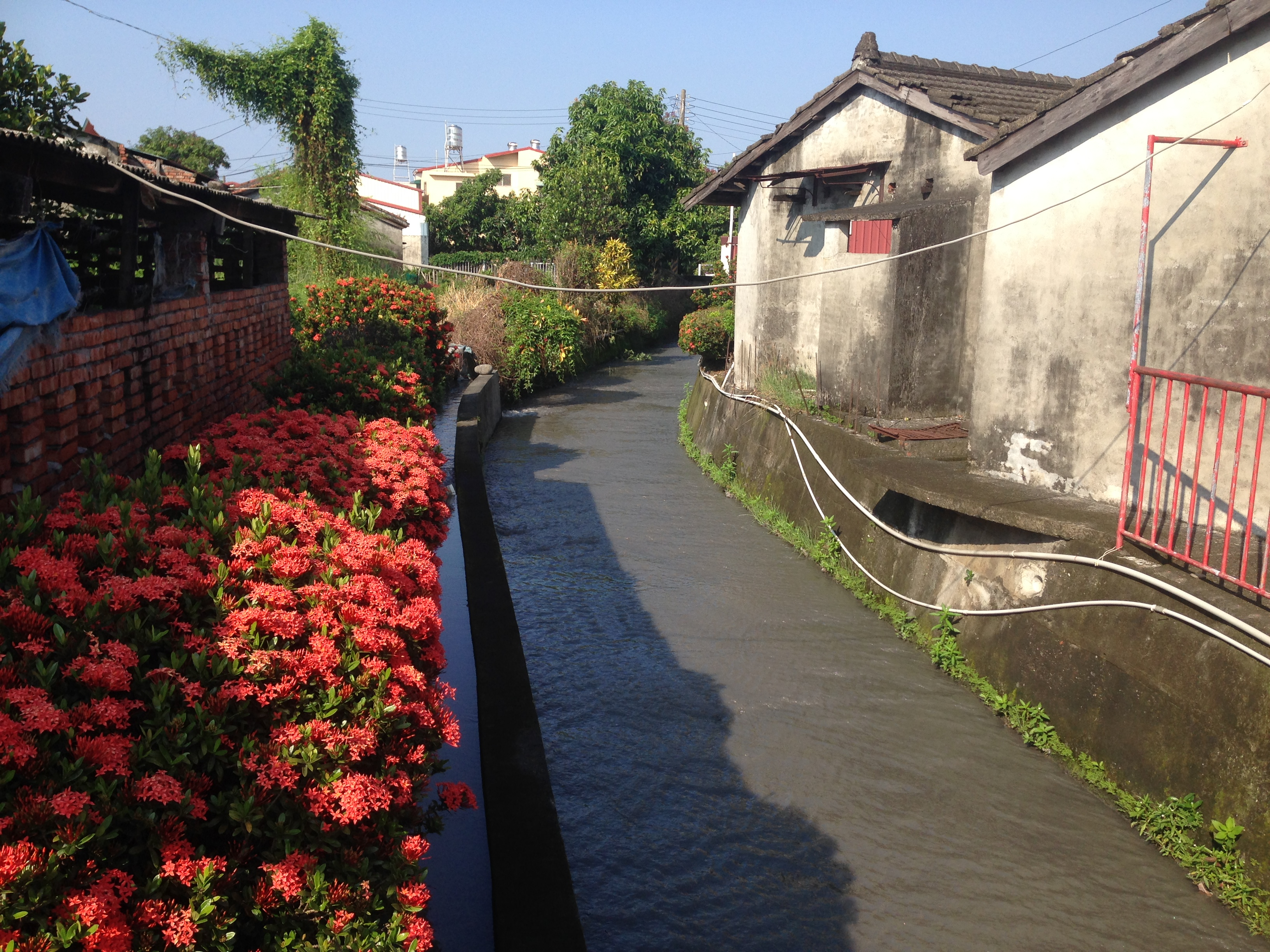
此墓旁為水圳，雨季時經常面臨水患，因有人建議該為忠勇公立廟建祠。

## 祭祀
為了祭祀忠勇公，東振新庄的客家庄民楊連起、楊振紀、楊德秀等六十人，購置一甲多田產作為祭祀公業，名叫「義塚會」，又因在清明時節祭祀，故又稱為「清明會」，直到臺灣日治時期昭和年間因推動皇民化運動，被迫解散。
清明時祭祀忠勇公祭典完畢後，眾人要吃摻入一些細沙的粥。傳說曾經有一次粥內未放細沙，或放細沙卻不敢吃，瞬間大起風，驚嚇與會民眾，從此會餐時，粥內必放入大量細沙。在2010年恢復中斷多年的忠勇公祭典時，基於衛生考量，已改用芝麻代替細沙。
東興村還以忠勇公義塚文化為主題，讓學童扛著祭拜所需物品的扁擔，從社區活動中心前往此塚祭拜，作為文化歷史中尋根與傳承。

## 外部連結
- 高樹忠勇公墓的簡化版3D模型 （页面存档备份，存于）